# ميغيل أنخيل غاميز
ميغيل أنخيل غاميز (بالإسبانية: Miguel Ángel Gámez)‏ هو سياسي هندوراسي، ولد في 5 ديسمبر 1954. انتخب نائب في المؤتمر الوطني في هندوراس.